# Agathis costata
Agathis costata är en stekelart som först beskrevs av Günther Enderlein 1920.  Agathis costata ingår i släktet Agathis och familjen bracksteklar. Inga underarter finns listade i Catalogue of Life.